# Фокс МакКлауд
Фокс МакКлауд (яп. フォックス・マクラウド, Фоккусу Макураудо), (англ. Fox McCloud) — вигаданий персонаж і головний герой серії відеоігор Star Fox компанії Nintendo, створений та розроблений Шіґеру Міямото і Такайо Імамура. Антропоморфний лис і протагоніст, вперше з'явився у грі Star Fox для SNES 1993 року. Окрім головної серії ігор, також з'являвся як камео у серії ігор Super Smash Bros., у коміксах та інших засобах масової інформації.

## Історія створення

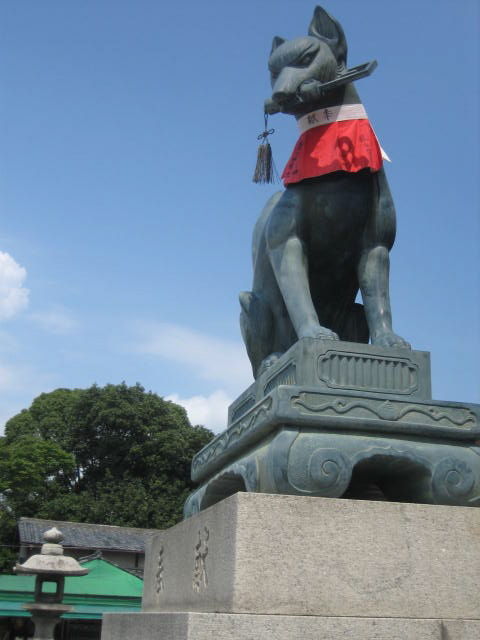
Статуя лисиці-кіцуне з ключами в зубах біля входу до храмового комплексу Інарі в Кіото

1992 року компанії Nintendo та Argonaut Games створили шутер для SNES під робочою назвою «SnesGlider». Перед Міямото постало питання, яку тварину взяти на роль головного протагоніста гри, щоб найкраще передати атмосферу космічної саги. Розглядались вовк, вівця, яструб, горобець, але в решті решт Міямото зупинився на лисі, після відвідування храмового комплексу Фусімі-Інарі-тайся в Кіото. За японською міфологією божество Інарі часто зображається у вигляді лисиці, а у святилищах її зображення часто оточені червоними рамками, що наштовхнуло Міямото на ідею лисиці, яка може літати крізь арки. Від статуї персонаж сапозичив форму обличча, а також свій фірмовий червоний щарф. Прізвище «МакКлауд» персонажу придумав Ділан Катберт, один з програмістів Argonaut Software, а особистість Фокса Макклауда значною мірою ґрунтується на власній особистості Шіґеру Міямото.

## Сетинг
Фокс МакКлауд народився на планеті Папетун, проте виріс на планеті Корнерія. Його батько Джеймс МакКлауд був легендарним пілотом, а також засновником і лідером команди Star Fox — ескадрильї найманців у системі Лайлат. У молоді роки Фокс МакКлауд був кадетом військової академії Корнерії, де проявив себе як талановитий і безстрашний пілот. Під час навчання Фокс дізнається, що його батько загинув від рук злого генія Андросса. Єдиний виживший член команди Пеппі Гейр переконує Фокса стати новим лідером. Фокс формує нову команду найманців із запального Фалько Ломбарді та механіка Сліппі для захисту Корнерії. Головним суперником команди стає прибічник Імперії Андросса і лідер іншої команди найманців Star Wolf Вовк О'Доннелл.

## Образ

### Зовнішність
Фокс МакКлауд — антропоморфний лис з помаранчево-коричневим хутром, білими смугами на шиї, носі та голові, а також зеленими (зрідка — блакитними) очима. Його одяг змінювався від гри до гри, але зазвичай МакКлауд носить помаранчевий або зелений комбінезон, червоний шарф, світло-сіру авіаційну куртку або жилет, тактичні рукавиці без пальців та військові чоботи. У грі Star Fox 64 на високому рівні складності він також одягає сонцезахисні окуляри.

### Навички
Не зважаючи на свій молодий вік, МакКлауд — талановитий і здібний пілот. Він вміє керувати космічним кораблем, танком, а також сконструйованим Сліппі підводним човном, як показано у грі Star Fox 64. Крім того, Фокс чудово володіє навичками ближнього бою і майстерно користується зброєю дальнього бою — від бластерів до гранатометів. Серед інших здібностей МакКлауда — високий інтелект, швидкість, спритність, а також фізична сила та витривалість. В іграх він неодноразово проявляв себе як досвідчений лідер і командир.

## Сприйняття
З моменту виходу першої частини Star Fox Фокс МакКлауд став одним з культових персонажів Nintendo. Після виходу Nintendo 64 Фокс зайняв п'яте місце у п'ятірці найкращих персонажів за версією IGN. Сайт GameSpot включив Фокса у конкурс «Найвеличніших героїв усіх часів», де той поступився Лінку у другому раунді. В опитуванні IGN Фокс зайняв четверте місце у списку найкращих ігрових персонажів, поступившись Лінку, Маріо та Самусу Арану відповідно. Видання Entertainment Weekly обрало Фокса дванадцятим найкрутішим персонажем відеоігор, додавши, що він поєднує в собі «героїзм Люка Скайвокера, браваду Меверіка з Найкращого стрільця і звичайну руду лисицю». 2021 року Кріс Морган у виданні Yardbarker назвав Фокса одним з «найбільш пам’ятних персонажів старої школи ігор Nintendo».